# Aïn Tarek
Aïn Tarek (em árabe: عين طارق) é uma comuna localizada na província de Relizane, Argélia. De acordo com o censo de 2008, a população total da cidade era de 12 253 habitantes.